# Опашато чехълче
Опашатото чехълче (Paramecium caudatum) е свободно живеещ едноклетъчен организъм от типа ресничести. Ресничките му стигат до 15 000 на брой. То живее в сладководни басейни и е част от планктона. С помощта на ресничките то може да залавя храната си и да плава. Прави 15 – 30 удара в секунда. Когато улови храната си с ресничките, чехълчето я придърпва до устната кухина и от там до клетъчната глътка. Образува се хранителна вакуола, с помощта на която се разгражда храната. Непотребните вещества се изхвърлят през клетъчния анус. Клетката има кислородно дишане. Поема разтворения във водата кислород и изхвърля въглеродния диоксид през цялата си повърхност. Излишната навлязла вода от външната среда се извхърля чрез две свивателни вакуоли, в двата края на клетката. Те са съставени от централно мехурче и свързани към него каналчета. Чехълчето се размножава безполово, чрез делене на клетката. Първо се делят двете ядра, а след това и клетката в равнина, перпендикулярна на оста и. Клетъчната уста и ануса остават на едното чехълче, а другото си образува нови. Деленето се извършва 1 – 2 пъти в денонощие. Преди зимния сезон, чехълчето разменя ДНК от малкото ядро, с друго чехълче (процесът се нарича конюгация). Чехълчето, както и повечето ресничести, се храни с бактерии и дребни хранителни частици.